# Yllestads socken
Yllestads socken i Västergötland ingick i Vartofta härad, ingår sedan 1974 i Falköpings kommun och motsvarar från 2016 Yllestads distrikt.
Socknens areal är 32,11 kvadratkilometer varav 32,10 land. År 2000 fanns här 438 invånare.  Tätorten Kättilstorp samt norr därom sockenkyrkan Yllestads kyrka ligger i socknen.

## Administrativ historik
Socknen har medeltida ursprung. 
Vid kommunreformen 1862 övergick socknens ansvar för de kyrkliga frågorna till Yllestads församling och för de borgerliga frågorna bildades Yllestads landskommun. Landskommunen uppgick 1952 i Vartofta landskommun som 1974 uppgick i Falköpings kommun. Församlingen utökades 2002.
1 januari 2016 inrättades distriktet Yllestad, med samma omfattning som församlingen hade 1999/2000.  
Socknen har tillhört län, fögderier, tingslag och domsagor enligt vad som beskrivs i artikeln Vartofta härad. De indelta soldaterna tillhörde Skaraborgs regemente, Vartofta kompani.

## Geografi
Yllestads socken ligger sydost om Falköping. Socknen är en odlingsbygd på Falbygden med mossar som Ryttarens mosse och med skogsbygd i söder och öster.

## Fornlämningar
Boplatser och en gånggrift från stenåldern är funna. Från järnåldern finns gravar.

## Namnet
Namnet skrevs 1323 Ylistadhum och kommer från kyrkbyn. Efterleden innehåller sta(d), 'ställe, plats'. Förleden kan innehålla mansnamnet Yli(r), 'Skrikhalsen' bildat av 'yla'.